# الجرب (إب)

تعديل مصدري - تعديل

الجرب محلة تابعة لقرية الممسا الداخل، التابعة لعزلة حرد بمديرية إب إحدى مديريات محافظة إب في الجمهورية اليمنية.، بلغ تعداد سكانها 54 حسب تعداد اليمن لعام 2004.